# La fabbrica illuminata
La fabbrica illuminata è una composizione di Luigi Nono per soprano e nastro magnetico a quattro piste, su testi di Giuliano Scabia e di Cesare Pavese.

## Storia
Luigi Nono e Giuliano Scabia nel 1964 stavano lavorando a Un diario italiano, un'azione scenica teatrale sul modello di Intolleranza 1960. Del lavoro, che non fu mai concluso, doveva fare parte La fabbrica illuminata, brano che fu commissionato dalla RAI per il concerto inaugurale del Premio Italia del 1964. Per denunciare le durissime condizioni di lavoro degli operai nelle acciaierie, gli autori si recarono (assieme a Marino Zuccheri, tecnico del suono) nello stabilimento Italsider di Cornigliano (nei pressi di Genova) per raccogliere direttamente le voci e le parole degli operai, nonché i rumori della lavorazione. Mentre Scabia raccoglieva e trascriveva locuzioni dei lavoratori e documenti sindacali, Nono registrava i rumori e le voci della fabbrica. Il compositore lavorò poi allo studio di fonologia della RAI di Milano, dove al materiale raccolto elaborato elettronicamente aggiunse alcuni suoni di sintesi, alcune improvvisazioni del mezzosoprano Carla Henius e alcune sezioni corali (sui testi raccolti da Scabia) registrate dal coro della RAI di Milano diretto da Giulio Bertola. L'esecuzione del lavoro prevede che al nastro magnetico a quattro piste così preparato si alterni una voce di soprano dal vivo, che canta su frammenti di testo preparati da Scabia e su un frammento di Due poesie a T. di Cesare Pavese.
La prima esecuzione, che si doveva tenere al Premio Italia del 1964, non ebbe luogo: infatti la RAI decise di ritirare il brano poiché conteneva testi giudicati troppo politicizzati. Il brano fu perciò eseguito per la prima volta a Venezia nello stesso anno nell'ambito del Festival di Musica Contemporanea della Biennale. La parte della voce solista fu affidata a Carla Henius, la regia del suono fu curata dallo stesso Nono.

## Struttura

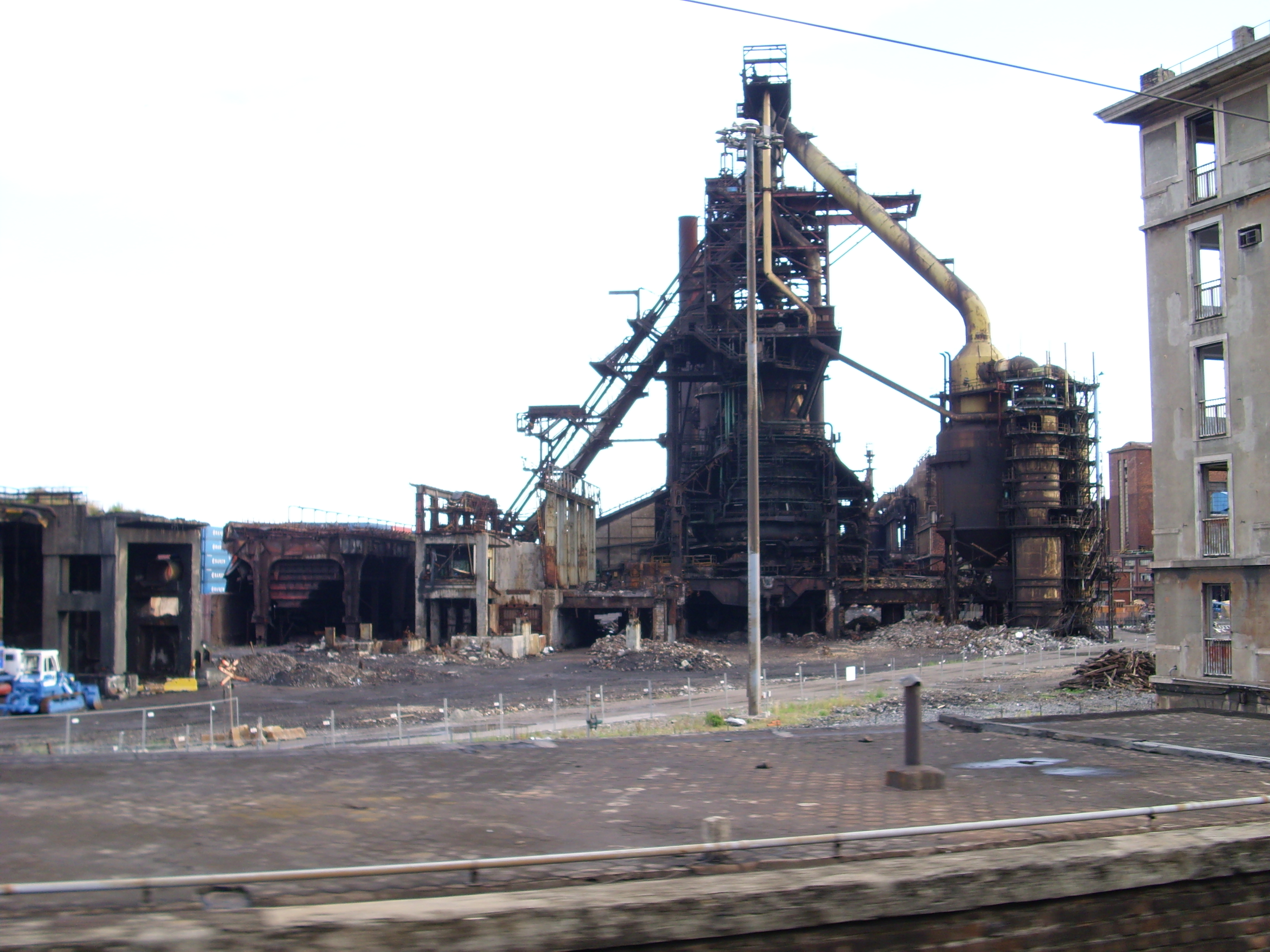
L'altoforno di Cornigliano in demolizione (2005)

L'intenzione di Nono era di evitare di ridurre la composizione a una sorta di semplice raccolta di suoni, parole e rumori naturalistici, ed è questa la ragione per cui sovrappose ai materiali registrati nella fabbrica di Cornigliano suoni generati elettronicamente, un coro e un soprano (sia registrato, sia dal vivo). Secondo le parole del compositore:
La composizione del materiale di Cornigliano con quello elettronico originale m'è derivata per superare l'impronta naturalistica del primo e quella freddamente meccanica del secondo con varie elaborazioni, anche insieme al coro, possibili con gli apparecchi elettronici.
La fabbrica illuminata è divisa in tre sezioni:
- Nella prima sezione il testo viene in parte cantato o scandito ritmicamente dal coro nel nastro magnetico, in parte cantato dal vivo dal soprano, che ne evidenzia alcune frasi drammaticamente significative («fabbrica dei morti la chiamavano», «su otto ore solo due ne intasca l'operaio», «relazioni umane per accelerare i tempi», «quanti MINUTI-UOMO per morire?»). A tale fase iniziale segue una parte riservata al solo nastro magnetico, nella quale diventano a poco a poco preponderanti i rumori dell'acciaieria  elaborati elettronicamente (che raggiungono anche intensità sonore assai elevate), assieme ai quali si sentono sullo sfondo le voci dei lavoratori. Particolarmente notevole è la descrizione sonora della colata d'acciaio (dal minuto 5.40 circa), un crescendo che dal piano raggiunge livelli sonori parossistici e che chiude la prima sezione.
- Nella seconda sezione il testo viene interamente intonato dal soprano dal vivo: nel nastro magnetico è preponderante una voce di soprano elaborata elettronicamente a cui si aggiunge il coro verso la fine. Secondo le parole di Nono:V'è una sovrapposizione tra la condizione del lavoro e varie ossessioni oniriche derivanti, e inoltre alcuni momenti drammatici di vita (“la folla cresce” – “parla del morto” – “la cabina detta tomba” – “fabbrica come lager” – “uccisi”)[1].
- Nella terza sezione il nastro magnetico tace e il soprano intona alcuni versi tratti da Due poesie a T. di Cesare Pavese che lasciano aperto uno spiraglio di speranza nel futuro («non sarà così sempre | ritroverai qualcosa»).